# اسرائیل کاسترو فرانکو
اسرائیل کاسترو فرانکو (انگلیسی: Israel Castro؛ زادهٔ ۱۱ آوریل ۱۹۷۵) بازیکن فوتبال اهل برزیل است.
از باشگاه‌هایی که در آن بازی کرده‌است می‌توان به باشگاه فوتبال اتلتیکو پارانائنزه اشاره کرد.
وی همچنین در تیم ملی فوتبال السالوادور بازی کرده‌است.